# Marko Pridigar
Marko Pridigar (18 maggio 1985) è un ex calciatore sloveno, di ruolo portiere.

## Palmarès

### Club
- Campionato sloveno: 3

Maribor: 2008-2009, 2010-2011, 2011-2012
- Coppa di Slovenia: 3

Maribor: 2004, 2010, 2012
- Supercoppa di Slovenia: 2

Maribor: 2009, 2013